# 蒂姆·维斯克特
蒂姆·维斯克特（德語：Tim Wieskötter，1979年3月12日—），德国男子皮划艇运动员。他曾代表德国参加2000年、2004年、2008年和2012年夏季奥林匹克运动会皮划艇比赛，获得一枚金牌、一枚银牌和一枚铜牌。